# Wapen van Broeksterwoude

Wapen van Broeksterwoude

Het wapen van Broeksterwoude is het dorpswapen van het Nederlandse dorp Broeksterwoude, in de Friese gemeente Dantumadeel. Het wapen werd in de huidige vorm in 2002 geregistreerd.

## Beschrijving
De blazoenering van het wapen luidt als volgt:
In goud een uit de onderrand van het schild oprijzende, gestileerde elzenboom met vijf bladeren, twee ter weerszijden van de stam en een op de top; tussen de onderste bladeren, ter weerszijden van de stam, een takje met twee z.g. meeldraadkatjes en tussen de bovenste bladeren en ter weerszijden van het bovenste blad, een takje met drie elzenproppen, alles van groen; de boom in de schildhoeken vergezeld van een blauwe cichoreibloem; een golvende schildvoet van zes gegolfde stukken van zwart, goud, blauw, goud, zwart en goud, waarbij de zwarte balken over de groene stam gaan en de overige balken achter de stam langsgaan.
De heraldische kleuren zijn:  goud (goud), sinopel (groen), azuur (blauw) en sabel (zwart).

## Symboliek
- Gouden veld: staat voor de zandgrond waar het dorp op gelegen is.[3]
- Els: zowel de grauwe els als de zwarte els komen veel voor rond het dorp. Deze boom beeldt het deel "woude" van de plaatsnaam uit, hetgeen zoveel betekent als bos of moerasbos.[3]
- Schildvoet: de kleur zwart verwijst naar de turf die gewonnen werd in het gebied rond het dorp. De kleur blauw staat voor de Broekstervaart. Het golven van de schildvoet staat symbool voor het eerste deel uit de plaatsnaam "broek". Dit betekent sompige grond.[3]
- Cichoreibloemen: duidt op de verbouw van cichorei.[3]

Vlag van Broeksterwoude